# Lilla Skifttjärnen
Lilla Skifttjärnen är en sjö i Falu kommun i Dalarna och ingår i Dalälvens huvudavrinningsområde. Sjön har en area på 0,101 kvadratkilometer och ligger 180,1 meter över havet. Sjön avvattnas av vattendraget Ålhusån.

## Delavrinningsområde
Lilla Skifttjärnen ingår i det delavrinningsområde (674319-150749) som SMHI kallar för Ovan Hafsbäcken. Medelhöjden är 196 meter över havet och ytan är 1,9 kvadratkilometer. Räknas de 3 avrinningsområdena uppströms in blir den ackumulerade arean 39,25 kvadratkilometer. Ålhusån som avvattnar avrinningsområdet har biflödesordning 3, vilket innebär att vattnet flödar genom totalt 3 vattendrag innan det når havet efter 252 kilometer. Avrinningsområdet består mestadels av skog (83 procent). Avrinningsområdet har 0,1 kvadratkilometer vattenytor vilket ger det en sjöprocent på 5,2 procent.